# Uchidella suishariensis
Uchidella suishariensis är en stekelart som först beskrevs av Tohru Uchida 1932.  Uchidella suishariensis ingår i släktet Uchidella och familjen brokparasitsteklar. Inga underarter finns listade i Catalogue of Life.